# 4189 Sayany
4189 Sayany eller 1979 SV9 är en asteroid i huvudbältet som upptäcktes den 22 september 1979 av den rysk-sovjetiske astronomen Nikolaj Tjernych vid Krims astrofysiska observatorium på Krim. Den har fått sitt namn efter Sajanbergen i Sibirien.
Asteroiden har en diameter på ungefär 3 kilometer.